# Gex 3: Deep Cover Gecko
Gex 3: Deep Cover Gecko (titulado Gex: Deep Pocket Gecko en Game Boy Color) es un videojuego de plataforma. Es la tercera y última entrega de la trilogía de videojuegos Gex. Danny John-Jules brindó la voz de Gex en el Reino Unido y en Europa y el comediante Dana Gould retomó el papel para el lanzamiento estadounidense, también protagonizada por la modelo de Playboy Marliece Andrada como Agent Xtra, el único personaje que aparece en acción real. A diferencia de los dos primeros juegos de Gex, las contraseñas no se usan para guardar (excepto en la versión de Game Boy Color). Un controlador de paquete en la Nintendo 64 o una tarjeta de memoria en la PlayStation fueron las únicas opciones para guardar. La versión N64 presenta pequeñas cantidades de secuencias FMV de acción real con Agent Xtra.

## Trama
Mientras mira la televisión, Gex descubre que su compañera y amante, el agente Xtra, ahora la jefa de la "Unidad de Defensa de Terroristas de Televisión", ha sido reportada como desaparecida. Xtra se las arregla para ponerse en contacto con Gex y le informa que Rez ha regresado una vez más y la secuestró para atraerlo. A través de su guarida secreta, Gex vuelve a Media Dimension y circunnavega numerosos canales de televisión con la ayuda de su mayordomo, Alfred, y en el proceso libera y se hace amigo de los prisioneros de Rez, Rex y Cuz. Juntos, encuentran a Rez y lo desafían a una batalla final. A continuación, Rez se destruye de una vez por todas, y Gex guarda Xtra. Más tarde, cuando Xtra le dice a Gex sobre su tiempo en Media Dimension, Alfred intenta advertir a Gex de una emergencia mundial, pero es ignorado. El juego termina con Gex y Xtra haciendo el amor.

## Jugabilidad
El juego sigue siendo similar al juego anterior, Gex: Enter the Gecko, con la adición de ciertos vehículos, como un tanque, un camello y un snowboard, así como una capacidad de deslizamiento disponible con ciertos trajes. También hay algunos aspectos del juego que solo se comparten con la primera entrega, como: Gex solo puede recopilar errores en todos los niveles (100 por nivel gana un control remoto) y niveles secretos, en lugar de la variedad de elementos que recopiló el Gecko (cráneos, émbolos de TNT, zanahorias, televisores, placas de policía, etc.). Él puede escupir fuego y hielo, así como nadar. A diferencia de Enter the Gecko, al perder una vida, Gex conserva solo la cantidad de errores acumulados hasta el último punto de control; si el nivel no tiene punto de control, Gex tiene que comenzar desde cero. Como hay cien por nivel, la recopilación de errores puede ser significativamente más difícil que los elementos en Enter the Gecko. Además, similar al primer juego de Gex, puede recolectar íconos de huella a lo largo del juego que le dan más energía, aunque a diferencia del primer juego, Gex retiene la energía (ocho hits en total) una vez que recolecta cien huellas. Gex 3 combina algunos aspectos del primer juego no visto en la segunda entrega, con la plataforma general en 3D del segundo juego. Los niveles se acceden a través de un centro más expansivo, con más áreas desbloqueadas a medida que el jugador recoge los controles remotos de cada uno de los niveles. Los jugadores pueden desbloquear y controlar tres personajes alternativos, Rex, Cuz y Alfred, durante las etapas de bonificación, aunque juegan de la misma manera.

## Personajes
Cuatro nuevos personajes aparecen en esta secuela. El agente Xtra, una espía del gobierno femenino de acción real y a quien Gex debe ayudar a rescatar de las garras de Rez. A Gex también se le une su fiel mayordomo, Alfred the Tortoise, quien es un pequeño personaje que hace referencia al mayordomo de Bruce Wayne, Alfred Pennyworth. Alfred básicamente ayuda y mantiene la guarida secreta de Gex, que se conoce como "Mission Control". Alfred se puede encontrar en partes de la mayoría de los niveles y tailwhipping le da consejos útiles. Los dos últimos son Rex, un dinosaurio rojo que Gex desenrolló de un bloque de hielo en el canal "Holiday Broadcasting", y Cuz, el primo de Gex, a quien Gex rescató de los mafiosos en el canal "Gangster TV".

## Desarrollo
Crystal Dynamics quería Gex 3, la secuela de Gex 3D: Enter the Gecko y el tercer juego de la serie Gex de videojuegos de plataforma, para elevar el listón para centrarse más en su historia que las entradas anteriores de la serie. También querían poner más énfasis en la personalidad del personaje principal dándole "animaciones geniales", según el Gerente de Marketing de Producto de Crystal Dynamics, Chip Blundell. Varias de las mecánicas del juego utilizadas en los niveles fueron conceptos que se tuvieron en cuenta durante el desarrollo de Gex 3D, pero que no se pudieron incluir debido a problemas de tiempo. El diseñador principal Chris Tremmel quería que la jugabilidad de Gex 3 se remontara a las raíces iniciales de la serie como un juego de plataformas 2D de desplazamiento lateral. Para lograr esto, incluyó minijuegos de desplazamiento lateral además de las partes principales de plataformas, a fin de hacer que las misiones de nivel sean menos monótonas. Según Tremmel, la mayoría de las personas que habían jugado Gex 3D no se habían dedicado por completo a buscar todos los coleccionables en cada etapa, como lo hicieron con otras plataformas de colección como Super Mario 64 y Banjo-Kazooie; por lo tanto, los desarrolladores hicieron tres coleccionables básicos que se mantienen consistentes durante todo el juego y ayudan significativamente al jugador a completarlo. El mundo HUB utilizado para acceder a las etapas también se modificó desde el juego anterior y se cambió de un entorno vacío con varias puertas que llevan a los niveles a ser más como un nivel en sí mismo con elementos y secretos ocultos dentro de él.
Con Gex 3, los desarrolladores trataron de llevar los límites del hardware de la PlayStation más allá de lo que tenían con Gex 3D. Por ejemplo, los niveles del juego son más grandes de lo que eran en la entrada anterior, después de haber encontrado una manera de aumentar los niveles de nivel en una quinta parte e incluir más enemigos por etapa, manteniendo un alto índice de cuadros por segundo. Las texturas también hacen uso del mapeo del entorno, algo que Tremmel inicialmente no pensó que la PlayStation pudiera manejar sin problemas; según él, sugirió usarlo a los programadores como una broma, sin pensar que podrían hacerlo legítimamente con las limitaciones de hardware de la PlayStation, pero descubrió que los programadores ya habían comenzado a trabajar en su implementación al día siguiente. La técnica se usó principalmente para superficies metálicas, como ciertos enemigos y el escudo de Gex y la armadura metálica que usa en los puntos del juego. Un área particular de enfoque para Crystal Dynamics fue la mejora del sistema de cámara 3D del juego, que a menudo se criticaba en Gex 3D por ser impreciso y difícil de usar a veces. En lugar de incluir una multitud de opciones de cámara, optaron simplemente por contar con un único sistema que era simple y no funcionaba en contra de los deseos del jugador.
El agente Xtra fue interpretado por la actriz Marliece Andrada, conocida por protagonizar el programa de televisión Baywatch.

## Recepción
Gex 3: Deep Cover Gecko recibió críticas ligeramente positivas y promedio. El sitio web de revisión de agregación GameRankings dio la versión de PlayStation 77.20%, la versión de Nintendo 64 65.13%, on 65.13%, y la versión de Game Boy Color 70.60%. La versión de Nintendo 64 fue criticada por tartamudeos a pesar de los "gráficos de Playstation", sin aprovechar el stick analógico, y por no poder compararla con la competencia de plataformas 3D en Nintendo 64 como Super Mario 64. Si el jugador presiona levemente el joystick hacia adelante o lo presiona completamente, Gex corre a toda velocidad. Corriendo en la PlayStation menos poderosa, Gex 3 recibió una calificación más alta debido a la menor competencia de plataformas en 3D y gráficos impresionantes.
Next Generation revisó la versión para PlayStation del juego y declaró que "Al final, Gex 3 es un juego apenas aceptable. Todo en el título es un molde de galletas de principio a fin".